# Трайков, Трайчо
Трайчо Димитров Трайков (болг. Трайчо Димитров Трайков; р. 19 апреля 1970, София, Болгария) — болгарский политический деятель, министр экономики, энергетики и туризма с 2009 по 2012 год. С 2013 года член Реформаторского блока. В 2016 году кандидат в президенты Болгарии от Реформаторского блока.

## Биография
Трайчо Трайков родился 19 апреля 1970 года в столице Болгарии Софии. По происхождению Трайчо Трайков является македонским болгарином.
Учился в «Первой школе английского языка» в Софии, которую окончил в 1989 году. В 1994 году окончил Университет национального и мирового хозяйства по специальности международные экономические отношения.
Обучение продолжил в Австрии и Германии. Там он окончил специальные курсы в области финансового анализа и управления. Потом Трайчо Трайков работал консультантом в частном секторе.
С 2005 по 2009 год Трайчо Трайков работал в болгарском отделении австрийского концерна «EVN AG», одном из крупнейших европейских экспортеров электротехнической продукции.

## Политическая деятельность
В 2009 вступил в партию Граждане за европейское развитие Болгарии, в которой находился до 2012 года. После победы ГЕРБ на парламентских выборах 2009 года в Болгарии Трайчо Трайков получил предложение от премьер-министра Болгарии Бойко Борисова возглавить министерство экономики, энергетики и туризма. Министерство возглавлял с 2009 по 2012 года.
В 2013 году стал членом Реформаторского блока. 1 сентября 2016 года Трайчо Трайков был выдвинут на президентские выборы в Болгарии от Реформаторского блока, но на выборах набрал лишь 5,87 % голосов, не пройдя во второй тур голосования.